# صيفرية جلد العلق
صيفرية جلد العلق (الاسم العلمي: Flavobacterium cutihirudinis) هي نوع من البكتيريا، سلبية الغرام، تتبع جنس صيفرية.